# Lamlung
Lamlung is een bestuurslaag in het regentschap Aceh Besar van de provincie Atjeh, Indonesië. Lamlung telt 449 inwoners (volkstelling 2010).